# Квинт Нинний Хаста (консул 114 года)
Квинт Ни́нний Ха́ста (лат. Quintus Ninnius Hasta; умер после 117 года) — древнеримский политический деятель из знатного плебейского рода Нинниев, ординарный консул 114 года.

## Биография

### Гражданско-политическая карьера
Квинт принадлежал к знатному плебейскому роду Нинниев, а его отцом являлся консул-суффект 88 года, носивший такое же имя. В 114 году Хаста занимал должность ординарного консула совместно с Публием Манилием Вописком Вициниллианом. В эпоху правления императора Адриана (117—138 годы) он находился на посту проконсула, но какой именно провинции — Африки или Азии, точно не установлено.

### Семья и потомки
Вполне возможно, что в браке с неизвестной женщиной Квинт имел, по крайней мере, сына, который мог приходиться отцом консулу-суффекту 160 года Ниннию Хастиану.